# Ґославиці (Радомщанський повіт)
Ґославиці (пол. Gosławice) — село в Польщі, у гміні Кодромб Радомщанського повіту Лодзинського воєводства.
Населення — 176 осіб (2011).
У 1975-1998 роках село належало до Пйотрковського воєводства.

## Демографія
Демографічна структура станом на 31 березня 2011 року:
|          | Загалом | Допрацездатний вік | Працездатний вік | Постпрацездатний вік |
| -------- | ------- | ------------------ | ---------------- | -------------------- |
| Чоловіки | 87      | 14                 | 68               | 5                    |
| Жінки    | 89      | 13                 | 53               | 23                   |
| Разом    | 176     | 27                 | 121              | 28                   |